# ISAF Velista mondiale dell'anno
Il premio velista mondiale dell'anno (ISAF World Sailor of the Year Awards) è stato introdotto nel 1994 dall'International Sailing Federation. Il premio, internazionale, è riconosciuto come il più prestigioso che un velista possa ricevere, in riferimento agli obbiettivi ottenuti durante l'anno nelle varie competizioni veliche.
Nel 2001 è stato annunciato Rolex come sponsor del titolo.

## Lista dei vincitori
| Anno | Vincitori Maschile              | Vincitori Femminile            |
| ---- | ------------------------------- | ------------------------------ |
| 1994 | Peter Blake Robin Knox-Johnston | Theresa Zabell                 |
| 1995 | Russell Coutts                  | Isabelle Autissier             |
| 1996 | Jochen Schümann                 | Lee Lai Shan                   |
| 1997 | Pete Goss                       | Ruslana Taran Elena Pakholchik |
| 1998 | Ben Ainslie                     | Carolijn Brouwer               |
| 1999 | Mateusz Kusznierewicz           | Margriet Matthijsse            |
| 2000 | Mark Reynolds Magnus Liljedahl  | Shirley Robertson              |
| 2001 | Robert Scheidt                  | Ellen MacArthur                |
| 2002 | Ben Ainslie                     | Sofia Bekatōrou Emilia Tsoulfa |
| 2003 | Russell Coutts                  | Siren Sundby                   |
| 2004 | Robert Scheidt                  | Sofia Bekatōrou Emilia Tsoulfa |
| 2005 | Fernando Echavarri Anton Paz    | Ellen MacArthur                |
| 2006 | Mike Sanderson                  | Paige Railey                   |
| 2007 | Ed Baird                        | Claire Leroy                   |
| 2008 | Ben Ainslie                     | Alessandra Sensini             |
| 2009 | Torben Grael                    | Anna Tunnicliffe               |
| 2010 | Tom Slingsby                    | Blanca Manchon                 |
| 2011 | Iker Martínez Xabier Fernández  | Anna Tunnicliffe               |
| 2012 | Ben Ainslie                     | Xu Lijia                       |
| 2013 | Mathew Belcher                  | Jo Aleh Polly Powrie           |
| 2014 | James Spithill                  | Martine Grael Kahena Kunze     |
| 2015 | Peter Burling Blair Tuke        | Sarah Ayton                    |
| 2016 | Santiago Lange                  | Hannah Mills Saskia Clark      |
| 2017 | Peter Burling                   | Marit Bouwmeester              |
| 2018 | Pavlos Kontides                 | Carolijn Brouwer Marie Riou    |
| 2019 | Marco Gradoni                   | Anne-Marie Rindom              |
| 2020 | annullata                       |                                |
| 2021 | Tom Slingsby                    | Hannah Mills Eilidh McIntyre   |
| 2022 | Ruggero Tita                    | Caterina Banti                 |
| 2023 | Tom Slingsby                    | Kirsten Neuschäfer             |
| 2024 | Diego Botin Florian Trittel     | Marit Bouwmeester              |